# 'Ndrina D'Agostino
I D'Agostino sono una 'ndrina Reggina che fa riferimento a due ceppi Familiari distinti. 
Il casato che opera nella locale di Rosarno formando la cosca Bellocco-D'Agostino-Cacciola imparentati tra di loro come si può percepire dal novembre 2012 con l'operazione blue call, in cui furono arrestati gli elementi di spicco portando alla confisca di beni immobili è attività per un valore di vari milioni di euro. 
Ed il casato che opera nella locale di Laureana di Borrello, Sant'Ilario dello Ionio e Canolo (in Provincia di Reggio Calabria) che rappresenta il più potente delle due fazioni. 
Sono alleati dei De Stefano e dei Bellocco e operano nel locale di Canolo insieme ai Raso-Gullace-Albanese. Dal 2013 con l'operazione Saggezza, si scopre che il locale di Canolo di cui fanno parte a sua volta fa parte di una sovrastruttura chiamata "Corona".
Storicamente questa famiglia è sempre stata molto importante per tutta la 'ndrangheta. 
A dar prova di ciò ci sono le parole del collaboratore di giustizia' "Leonardo Messina" che ha indicato i D'Agostino come i rappresentanti della 'ndrangheta in seno a Cosa Nostra negli anni' 70. 
Altri collaboratori di giustizia hanno parlato della cosca D'Agostino indicandola come "l'anello di congiunzione tra le cosche reggine facenti capo ai Serraino-Condello-Imerti e quelle della Locride (Commisso-Cordì-Aquino)." 
In Sardegna opera il locale di Laureana di Borrello, con a capo i Ferrentino-Chindamo-Lamari-D'Agostino.
Ad oggi molti elementi di questa potente famiglia di Ndrangheta risulta in regime carcerario ma di certo ciò non influisce sulla loro grande caratura Criminale.

## Storia
Storicamente la sede operativa della famiglia è sempre stata a Canolo.

### Anni '80 - Faida di Laureana
Negli anni ottanta quando nella faida di Laureana di Borrello aveva visto contrapposte le cosche Albanese-Cutellè-Tassone e i Ferrentino-Chindamo-Lamari-D'Agostino.
La faida scoppiò perché né uno schieramento né l'altro erano d'accordo col vecchio capobastone Giuseppe Gullace. I Mancuso, i Piromalli e i Pesce appoggiavano il primo gruppo, i Bellocco appoggiavano il secondo gruppo ma dopo l'inconclusione della faida sono proprio loro a chiedere delle trattative.
Agli Albanese viene affidato Acquaro, Candidoni, Dinami, Melicucco, Serrata e San Pietro di Caridà, ai Ferrentino-Chindamo-Lamari Laureana di Borrello.
I D'Agostino, poi, iniziarono ad avere un ruolo importante nel traffico internazionale di stupefacenti.

### Anni '90 - Faida di Sant'Ilario
Il 15 agosto 1990 scoppia la cosiddetta Faida di Sant'Ilario.
Quel giorno, viene ucciso Emanuele Quattrone (mandato dai De Stefano per proteggerlo dalla faida con gli Imerti) e secondo l'operazione Primaluce si apre una nuova faida tra i Belcastro-Romeo (Giuseppe Belcastro e Tommaso Romeo) si vogliono distaccare dai D'Agostino.
Nella faida, al capobastone Giuseppe D'Agostino sono stati imputati ben 10 omicidi, compresa l'uccisione di alcune persone su commissione della cosca Bellocco.
Il 9 luglio 1990 avviene la strage di Barbasano.

### Anni 2000
- 19 luglio 2000 - Operazione Primaluce blocca la Faida di Sant'Ilario tra i D'Agostino e i Belcastro-Romeo[2][8].

### Anni 2010
- Il 3 novembre 2016 si conclude l'operazione Lex contro presunti esponenti dei Ferrentino-Chindamo-Lamari di Laureana di Borrello e le loro propaggini di Voghera (PV) e Bregnano (CO). Sono accusati di traffico di droga e sono state sequestrare quattro imprese edili, la società calcistica di Promozione (Girone B) Polisportiva Laureanese, un'edicola e un supermercato[9].

## Esponenti di rilievo
- Nicola d'Agostino (1943 - 1976)[1]
- Antonio d'Agostino (? - ?)[1]
- Raffaele D'Agostino, con dote di Santa[1].
- Giuseppe D'Agostino, il 23 marzo 2006, viene arrestato dopo quasi 10 anni di latitanza a Rosarno (RC), in una riunione con 4 affiliati e il "famigerato SVIZZERO", dai Carabinieri del Raggruppamento Operativo Speciale e dei Cacciatori di Calabria[3]. Considerata una delle 30 persone più pericolose in ambito nazionale, oltre ad una condanna già definitiva per omicidio, pendevano condanne per traffico di sostanze stupefacenti e altri omicidi[3].